# Peter Fernandes
Peter Paul Fernandes (15 september 1916 - 24 januari 1981) was een Indiaas hockeyer. 
Fernandes won met de Indiase ploeg de olympische gouden medaille in 1936. Fernandes 
kwam in twee groepswedstrijden in actie.

## Resultaten
- 1936  Olympische Zomerspelen in Berlijn